# Andrea Pallaoro
Andrea Pallaoro (Trento, 6 febbraio 1982) è un regista cinematografico e sceneggiatore italiano.

## Biografia

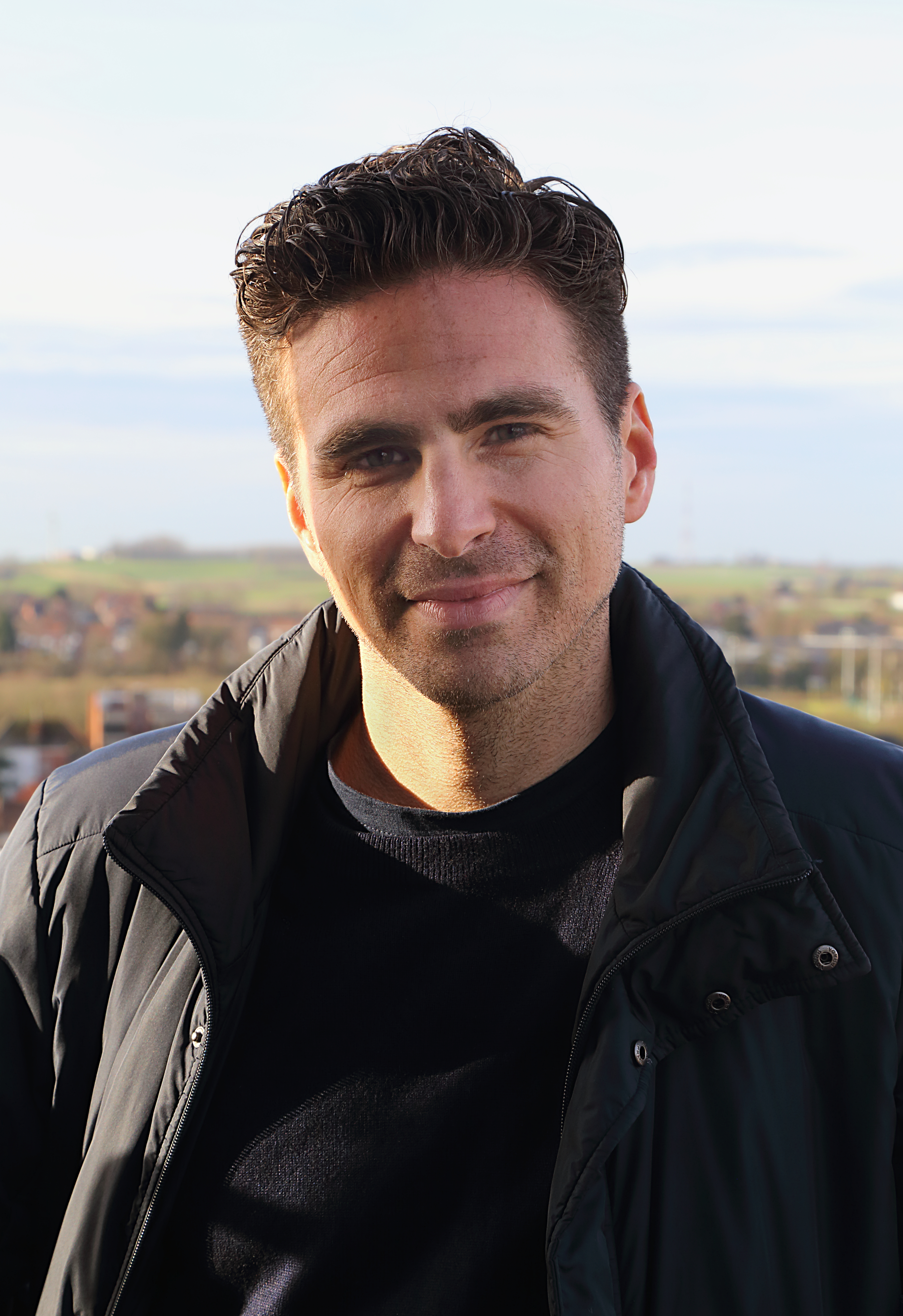
Un primo piano di Andrea Pallaoro

Andrea Pallaoro ha ottenuto un master in regia cinematografica al California Institute of Arts e si è laureato in Cinema all’Hampshire College. Ha lasciato Trento a 17 anni per frequentare il quarto anno delle superiori all’estero, in Colorado, e non è più tornato in Italia.
Nel 2008, ha diretto il suo primo cortometraggio Wunderkammer così come messo in teatro. Nel 2013 ha vinto il premio Yaddo Residency (colonia di artisti situato in Saratoga Springs nello stato di New York).
Il suo film Medeas è stato presentato alla 70ª edizione del Festival di Venezia nella sezione “Orizzonti”: con esso Pallaoro ha vinto il Marrakech Film Festival come miglior regista  e il Trento Film Festival. Questo film nel 2013 ha vinto anche il premio New Voices/New Vision Award all’International Palm Spring Festival. Chayse Irvin ha vinto il premio per il miglior debutto cinematografico per Medeas a Camerimage. Medeas è stato il debutto alla regia in un lungometraggio per Pallaoro.
Nel 2017, Andrea Pallaoro è in concorso alla 74ª edizione del Festival di Venezia con il suo film Hannah, una coproduzione italo/belga con Charlotte Rampling, attrice britannica, e l'attore francese Andrè Wilms. Hannah è la storia di una donna che fa i conti con il proprio passato, una storia che parla della nostra contemporaneità e della difficoltà di connettersi con il mondo.
Andrea Pallaoro vive a Los Angeles.

## Filmografia
- Wunderkammer (2008) - cortometraggio
- Medeas (2013)[5]
- Hannah (2017)[6]
- Monica (2022)

## Riconoscimenti
- Nel 2013, Marrakech Film Festival : "Medeas" miglior regista[7].
- Nel 2014, Palm Spring Festival : New Voices/New Visions: "Medeas" miglior Film[8].